# Paracaridina
Paracaridina is een geslacht van kreeftachtigen uit de klasse van de Malacostraca (hogere kreeftachtigen).

## Soorten
- Paracaridina chenxiensis Guo & De Grave, 2004
- Paracaridina guizhouensis (Liang & Yan, 1986)
- Paracaridina leptocarpa (Liang & Zheng, 1988)
- Paracaridina longispina (Guo, He, Xu & Gui, 1992)
- Paracaridina zijinica Liang, 2002